# Megalomyrmex glaesarius
Megalomyrmex glaesarius (лат.) — вид муравьёв рода Megalomyrmex из подсемейства мирмицины (Myrmicinae, Solenopsidini). Южная Америка: Перу.

## Описание
Муравьи среднего размера (около 8 мм) желтовато-коричневого цвета, гладкие и блестящие. Ширина головы (HW) 1,38-1,48 мм, длина головы (HL) 1,51-1,64 мм, длина скапуса усика (SL) 1,74-1,89 мм.
Усики 12-члениковые с булавой из 3 сегментов. Жвалы с несколькими зубцами (обычно 5). Жало развито. Стебелёк между грудкой и брюшком состоит из двух члеников: петиоля и постпетиоля. Заднегрудка без проподеальных зубцов.
Биология не исследована. Некоторые другие виды рода известны как специализированные социальные паразиты муравьёв-листорезов Attini, в гнёздах которых обитают и питаются в грибных садах вида-хозяина. Вид был впервые описан в 1970 году бразильским мирмекологом Вальтером Кемпфом (Walter W. Kempf; Сан-Пауло, Бразилия). Таксон включён в видовую группу Megalomyrmex goeldii-group. сходен с видами M. foreli (Коста-Рика), M. iheringi (Бразилия).